# 적색토

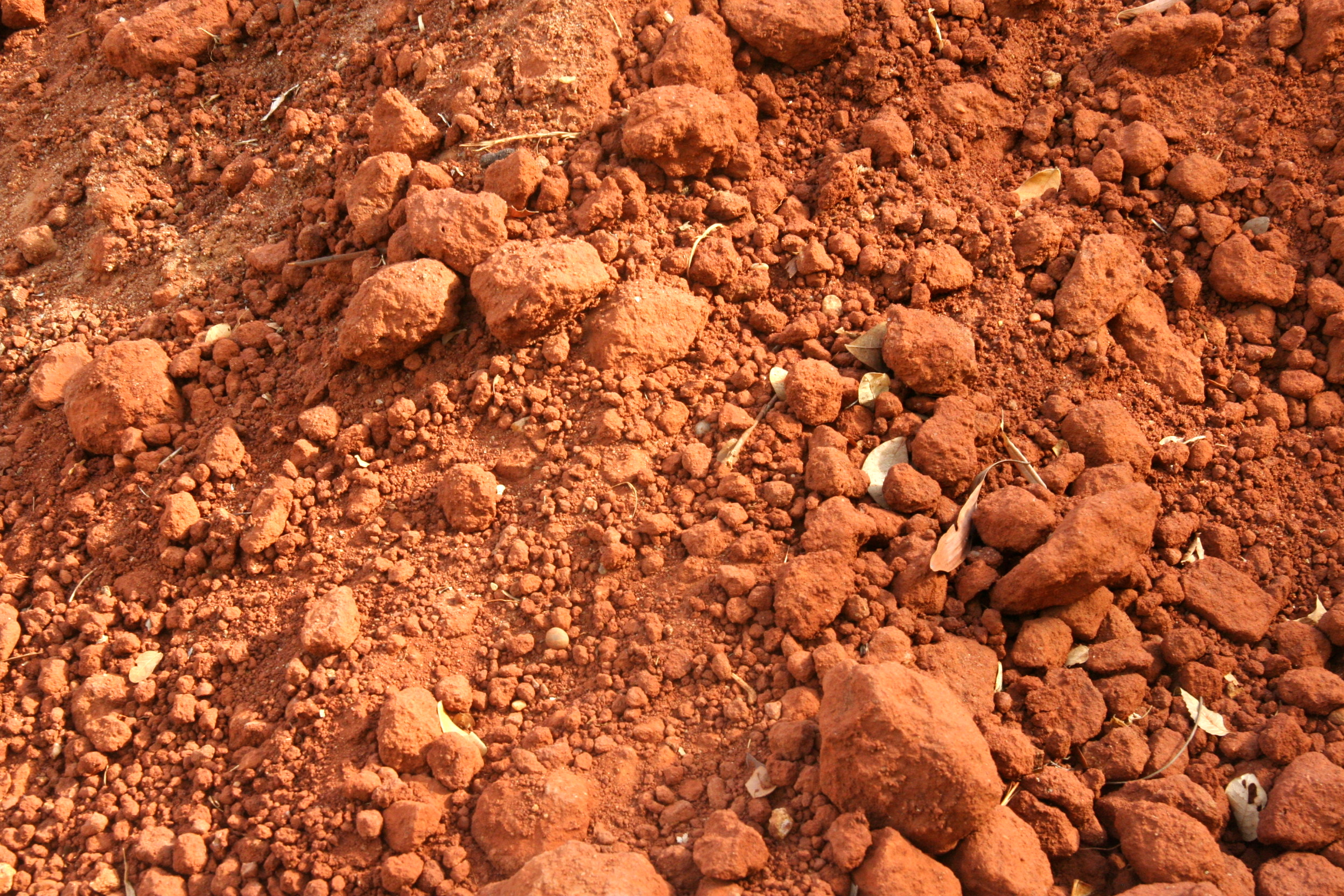
인도의 적색토

적색토(Red soil)는 일반적으로 따뜻하고 온화하며 습한 기후에서 발달하며 지구 토양의 약 13%를 차지하는 흙의 한 유형이다. 이는 고도로 용탈된 흙의 얇은 유기 및 유기-무기층이 충적층의 붉은 층 위에 놓여 있는 것으로 구성된다. 적색토는 많은 양의 점토를 포함하고 있으며 일반적으로 고대 결정암 및 변성암의 풍화로 인해 형성된다. 이 토양은 높은 철 함량으로 인해 적갈색에서 적황색에 이르는 풍부한 붉은색을 띠기 때문에 이름이 붙여졌다. 적색토는 관리 방식에 따라 재배에 좋거나 나쁜 흙이 될 수 있다. 일반적으로 영양분과 부식토가 적고 수분 보유 능력이 낮아 경작하기 어려울 수 있지만, 석회 시비 및 기타 농업 기술을 통해 이러한 토양의 비옥도를 최적화할 수 있다.
적색토는 지구상 농경지의 상당 부분을 차지하기 때문에 중요한 자원이다. 중국, 인도, 그리스와 같이 적색토가 많은 국가에서는 토양의 특성을 이해하는 것이 성공적인 농업에 매우 중요하다. 적색토의 특성은 지역마다 다르며 최상의 결과를 얻기 위해 다른 관리 방식이 필요할 수 있다.

## 특징
적색토는 여러 토양 유형(예: 울티솔, 알피솔, 옥시솔)을 포함하며, 높은 철 함량으로 인해 적갈색에서 적황색에 이르는 뚜렷한 붉은색을 띠게 되면 적색토로 분류된다. 일반적으로 적색토는 좋은 재배 토양의 일부 특성을 가지고 있다. 이들은 일반적으로 산성 토양으로, 농업에 긍정적일 수 있지만 이 경우 종종 충분한 영양분 부족을 야기한다. 이러한 토양은 또한 건조한 지역에서 잦은 가뭄에 취약하다.

## 구성
적색토는 일반적으로 강우량이 많은 지역에서 결정질 및 변성암의 풍화로 인해 형성된다. 적색토는 많은 양의 점토와 고도로 용탈된 흙의 얇은 유기 및 유기-무기층이 충적층 붉은 층 위에 놓여 있는 것으로 구성된다. 적색토의 구성과 농업적 특성은 지역마다 다르다. 어떤 종류의 적색토는 한 지역에서는 불모지로 간주될 수 있지만 다른 지역에서는 영양분이 풍부할 수 있다. 모든 적색토를 분류하는 단일한 구성은 없다.

## 토양 비옥도 및 관리 방법
적색토는 일반적으로 높은 용탈로 인해 낮은 수분 보유 능력, 낮은 영양분, 낮은 유기물(부식토), 그리고 산성화를 보여 작물 재배에 어려움을 준다. 적색토 내 철 농도의 변동은 비옥도와 생육 특성에 상당한 영향을 미치는 것으로 밝혀졌다. 적색토의 비옥도는 다양한 농업 기술로 개선될 수 있다.

### 석회 시비
토양 석회 시비 과정은 산성 토양의 pH를 높이는 데 도움이 된다. 적색토는 일반적으로 산성이므로 석회 시비는 산성 환경에 내성이 없는 작물이 적색토에서 잘 자랄 수 있도록 하는 유용한 농업 기술이다. 그러나 현대 연구에 따르면 석회 시비는 토양에 장기적인 환경적 영향을 미 미칠 수 있다. 토양을 통한 물의 체계적인 넘침은 토양의 관련 소프트웨어의 유기물로 들어간다.

### 영양분 공급
적색토는 종종 질소가 부족하여 대부분의 적색토의 생육 특성을 제한한다. 인과 칼륨도 땅이 반복적으로 수확된 후에 제한될 수 있다. 영양분 공급 기술은 이러한 부족한 영양분을 토양에 더 많이 공급하고 시간이 지남에 따라 감소한 화학 물질을 복원할 수 있도록 한다.

### 유기물
적색토의 비옥도를 개선하는 데 사용할 수 있는 또 다른 관리 방법은 유기물을 토양에 통합하는 것이다. 이를 실천하기 위해 사용되는 몇 가지 전략에는 유기 두엄의 사용과 토지에 적절한 경작 시스템을 구축하는 것이 포함된다.

### 윤작
적색토에서 재배되는 작물의 윤작은 이전에 언급된 구성 문제 중 일부를 제한하는 데 크게 도움이 될 수 있다. 윤작은 유기물 함량을 늘리고 질소 결핍을 최소화하며 작물에 피해를 주는 해충을 피하는 데 도움이 된다.

## 적색토의 지리

### 중국
중국의 열대 및 아열대 지역의 적색토 자원은 1억 2백만 헥타르(1,020,000 제곱킬로미터)의 땅을 덮고 있는 것으로 추정된다. 주요 분포 지역은 하이난성, 광둥성, 윈난성 등 농업 지역이다.

### 그리스
적색토는 그리스 농업에서도 중요한 역할을 한다. 이들은 두 그룹으로 나뉜다: 모암에서 제자리에 형성되는 잔적토와 깊은 퇴적층에 형성되는 토양. 그리스의 잔적 적색토는 깊이가 1미터 미만이며 경사면에 형성되는 경향이 있다. 지중해의 다른 적색토와 마찬가지로 석회암에 형성되는 경향이 있다. 깊은 퇴적물에 형성되는 적색토는 그리스 저지대에 널리 분포하며 완만하게 경사진 지형에서 발생한다. 분류학적으로 그리스 적색토는 로독세랄프스(붉은 알피솔), 팔렉세랄프스(잘 숙성된 알피솔), 제로크렙츠(건조한 인셉티솔), 그리고 오르텐트에 속한다.

### 인도
적색토는 인도에서 가장 광범위한 토양군을 나타내며, 반도 전역에 걸쳐 약 350,000 km2 (인도 면적의 10.6%)를 덮고 있다. 인도는 남부, 동부, 북부 지역에 적색토가 풍부하다. 그곳에서 토양은 수화된 형태로 노란색으로 나타난다. 옴니버스 그룹으로도 알려진 이 토양은 시생누대 화강암, 편마암 및 기타 결정암, 쿠다파 및 빈다얀 분지의 퇴적암, 그리고 혼합된 다르와르 그룹의 암석 위에 발달했다. 인도 고지대에서는 적색토가 얇고, 척박하며, 자갈이 많거나 모래가 많거나 돌이 많고 다공성이며, 색이 옅은 흙으로, 바지라와 같은 식량작물을 재배할 수 있다. 대조적으로, 저지대 평야와 계곡에서는 비옥하고 깊으며, 색이 진한 비옥한 양토로, 관개를 통해 목화, 밀, 콩과 식물, 담배, 조와르, 아마인, 기장, 감자 및 과일과 같은 훌륭한 작물을 생산할 수 있다.

### 캐나다
프린스에드워드아일랜드주는 철분이 풍부한 적색토로 유명하다.

## 같이 보기
- 울티솔, 또는 적색 점토 토양
- 라토솔, 또는 열대성 적색토
- 인셉티솔, 또는 토양 목